# Си бемол
Си бемол (или B♭) е единадесетият полутон в хроматичната гама до мажор.
Изчислена от фиксираната от Международната организация по стандартизация стандартна стойност на ла в първа октава (A-440), честотата на си е 466,164 Hz.